# Hugo Giorgi
Hugo Giorgi (* 23. Januar 1920 in Coronel Bogado, Provinz Santa Fe) ist ein ehemaliger argentinischer Fußballspieler. Der Stürmer wurde drei Mal nationaler Meister in Argentinien und Chile. In der Saison 1945 wurde er zudem Torschützenkönig der chilenischen Primera División.

## Karriere
Hugo Giorgi verbrachte seine früheren Karrierejahre bei Club Coronel Bogado aus seiner Heimatstadt und bei Empalme Central. Im Jahr 1940 wechselte er zu Gimnasia y Esgrima La Plata und nach einem Jahr zu River Plate. Dort gewann er in drei Jahren zwei Mal die argentinische Meisterschaft sowie die Vizemeisterschaft 1943. Anschließend wechselte er in den chilenischen Fußball zu Audax Italiano. Mit 17 Toren wurde er 1945 gemeinsam mit Ubaldo Cruche von Universidad de Chile und Juan Zárate vom CD Green Cross Torschützenkönig. Ein Jahr später half er mit 20 Treffern seinem Team die Meisterschaft zu gewinnen. Nach einem europäischen Abenteuer in Italien beim FC Bologna kehrte er 1950 zu Audax zurück und beendete nach der Saison seine Karriere.

## Erfolge
River Plate
- Argentinischer Meister: 1941, 1942
- Sieger der Copa Ibarguren: 1941, 1942
- Seiger der Copa Escobar: 1941

Audax Italiano
- Chilenischer Meister: 1946

## Auszeichnungen
- Torschützenkönig der chilenischen Primera División: 1945